# Monika Śliwińska
Monika Śliwińska (ur. 1978) – polska pisarka i redaktorka. Pracuje w Ośrodku „Brama Grodzka-Teatr NN” w Lublinie w Laboratorium Nowe Narracje. Autorka czterech książek. Członkini Unii Literackiej.

## Książki
- Książę. Biografia Tadeusza Boya-Żeleńskiego (Wydawnictwo Literackie, Kraków 2024)
- Panny z „Wesela”. Siostry Mikołajczykówny i ich świat (Wydawnictwo Literackie, Kraków 2020)
- Wyspiański. Dopóki starczy życia (Wydawnictwo Iskry, Warszawa 2017)
- Muzy Młodej Polski. Życie i świat Marii, Zofii i Elizy Pareńskich (Wydawnictwo Iskry, Warszawa 2014)

## Nagrody i nominacje
- Nagroda Klio III stopnia w 2015 w kategorii autorskiej za Muzy Młodej Polski[4].
- Nominacja do Nagrody Identitas 2018 za Wyspiański. Dopóki starczy życia[5].
- Nagroda prezydenta Lublina za najlepszą książkę reporterską 2020 roku i statuetka Kryształowa Karta Polskiego Reportażu[6].
- Laureatka Krakowskiej Książki Miesiąca Lutego 2021 za Panny z „Wesela”[7].
- Nagroda Artystyczna Miasta Lublin za 2021 rok (za książkę Panny z „Wesela”)[8].
- Finalistka Nagrody Literackiej Nike 2021 roku za Panny z „Wesela”[9].
- Finalistka Górnośląskiej Nagrody Literackiej „Juliusz” za „Książę. Biografia Tadeusza Boya-Żeleńskiego” (Wydawnictwo Literackie) [10]